# کوهکن سفلی
کوهکن سفلی یک روستا در ایران است که در دهستان آب‌بر واقع شده‌است. کوهکن سفلی ۱۴۵ نفر جمعیت دارد.  